# NGC 3726
NGC 3726 est une galaxie spirale barrée relativement rapprochée et située dans la constellation de la Grande Ourse. NGC 3726 a été découverte par l'astronome germano-britannique William Herschel en 1788.

## Caractéristiques
La classe de luminosité de NGC 3726 est III et elle présente une large raie HI. Elle renferme également des régions d'hydrogène ionisé.

### Distance
Sa vitesse par rapport au fond diffus cosmologique est de 1 081 ± 15 km/s, ce qui correspond à une distance de Hubble de 15,94 ± 1,14 Mpc (∼52 millions d'al).
À ce jour, 28 mesures non basées sur le décalage vers le rouge (redshift) donnent une distance de 13,916 ± 3,372 Mpc (∼45,4 millions d'al), ce qui est l'intérieur des valeurs de la distance de Hubble. Mais, puisque cette galaxie est relativement rapprochée du Groupe local, il est probable que cette valeur soit plus près de la distance réelle de NGC 3726. Notons que c'est avec la valeur moyenne des mesures indépendantes, lorsqu'elles existent, que la base de données NASA/IPAC calcule le diamètre d'une galaxie. 

### Classification
La base de données NASA/IPAC classe cette galaxie comme une spirale intermédiaire. Pourtant, la barre centrale est nettement visible sur l'image réalisée avec les données du relevé SDSS. La classification de spirale barrée des autres sources consultées convient mieux à cette galaxie.

### Luminosité dans l'infrarouge
La luminosité de la galaxie NGC 3726 dans l'infrarouge lointain (de 40 à 400 µm)  est égale à 5,13 × 109 {\displaystyle L_{\odot }} (109,71{\displaystyle L_{\odot }}) et sa luminosité totale dans l'infrarouge (de 8 à 1 000 µm) est de 6,03 × 109 {\displaystyle L_{\odot }} (109,78{\displaystyle L_{\odot }}).

## Trou noir supermassif
Selon un article basé sur les mesures de luminosité de la bande K de l'infrarouge proche du bulbe de NGC 3726, on obtient une valeur de 106,5 {\displaystyle M_{\odot }} (3,2 millions de masses solaires) pour le trou noir supermassif qui s'y trouve.

## Morphologie
NGC 3726 a été utilisée par Gérard de Vaucouleurs comme une galaxie de type morphologique SAB(r)c dans son atlas des galaxies,.
Eskridge, Frogel et Pogge ont publié un article en 2002 décrivant la morphologie de 205 galaxies spirales ou lenticulaires rapprochées. Les observations ont été réalisées dans la bande H de l'infrarouge et dans la bande B (le bleu). Selon Eskridge et ses collègues, NGC 3726 est de type SAB(r)c dans la bande B et SB(r)bc dans la bande H. Le noyau ponctuel de NGC 3726 est encastré dans un petit bulbe très elliptique. Le bulbe de NGC 3726 est traversé par une longue barre proéminente qui se termine par un anneau intérieur. L'angle de position de l'anneau est incliné d'environ 30° par rapport au grand axe de la barre. Trois bras spiraux émanent de l’anneau, le bras nord étant le mieux défini, puisqu'il est visible sur ~150°. Le bras sud est le plus brillant et il contient la majorité des nœuds de formation d'étoiles. Sa base est très large et mal définie. Il s'estompe après seulement ~90°, mais une extenstion de faible brillance de surface est visible sur environ 90° supplémentaires. Le troisième bras, situé à l'est, est très inégal et diffus. Après avoir émergé de l'annau, sa partie intérieur se dirige en ligne presque droite vers le NNO, puis s'infléchit brusquement après ~90°. Le coude de ce bras est à un angle d'environ 140° vers le SW. Il y a plusieurs nœuds brillants sur cette partie du bras. Le reste du bras est une très large formation de faible brillance de surface au nord et au nord-est de la galaxie. Pour cette raison, cette galaxie est très asymétrique à de faible brillance de surface. 

## Groupe de M109 et de M101
NGC 3726 fait partie d'un vaste groupe de galaxies qui compte au moins 41 membres, le groupe de M109. On retrouve parmi ses membres les galaxies NGC 3782, NGC 3870, NGC 3877, NGC 3893, NGC 3896, NGC 3917, NGC 3922, PGC 37217 (identifié faussement à NGC 3924), NGC 3928, NGC 3931, NGC 3949, NGC 3953, NGC 3985, M109 (NGC 3992), NGC 4010, NGC 4026, NGC 4085, NGC 4088, NGC 4100, NGC 4102, NGC 4142, NGC 4157, NGC 4217 et NGC 4220.
D'autre part, dans un article publié en 1998, Abraham Mahtessian indique que NGC 3726 fait aussi partie d'un groupe plus vaste qui compte plus de 80 galaxies, le groupe de M101. Plusieurs galaxies de la liste de Mahtessian se retrouvent également dans d'autres groupes décrits par A.M. Garcia, soit le groupe de NGC 3631, le groupe de NGC 3898, le groupe de M109 (NGC 3992), le groupe de NGC 4051, le groupe de M106 (NGC 4258) et le groupe de NGC 5457.
Plusieurs galaxies des six groupes de Garcia ne figurent pas dans la liste du groupe de M101 de Mahtessian. Il y a plus de 120 galaxies différentes dans les listes des deux auteurs. Puisque la frontière entre un amas galactique et un groupe de galaxies n'est pas clairement définie (on parle de 100 galaxies et moins pour un groupe), on pourrait qualifier le groupe de M101 d'amas galactique contenant plusieurs groupes de galaxies.
Les groupes de M101 et de M109 font partie de l'amas de la Grande Ourse, l'un des amas galactiques du superamas de la Vierge.